# مؤسسة الصرع
مؤسسة الصرع، والمعروفة أيضًا باسم مؤسسة الصرع الأمريكية، هي مؤسسة وطنية غير ربحية، يقع مقرها الرئيسي في مدينة باوي، ولاية ماريلاند، وهي مكرّسة لرعاية الأشخاص المصابين بالصرع واضطرابات النوبات.
تأسست المؤسسة في سنة 1968، وتمتلك الآن شبكة تضم 59 فرعًا تابعًا لها. وتهدف برامج المؤسسة إلى "ضمان قدرة المصابين بالنوبات على المشاركة في جميع مجالات الحياة؛ والوقاية من الصرع، والسيطرة عليه، وعلاجه من خلال البحث والتعليم والدفاع والخدمات".
نشأت مؤسسة الصرع نتيجة دمج جمعية الصرع الأمريكية مع مؤسسة الصرع في سنة 1967. ومنذ ذلك الحين، انضمت إليها الرابطة الوطنية للصرع. وفي كانون الأول سنة 2012، اندمجت مع مشروع علاج الصرع. وقد كانت رسالة المؤسسة في سنة 2012 هي: "إيقاف النوبات والموت المفاجئ غير المتوقع الناتج عن الصرع، وإيجاد علاج، والتغلب على التحديات التي يخلقها الصرع من خلال جهود تشمل التعليم والدفاع والبحث لتسريع تحويل الأفكار إلى علاجات".
أما الرسالة الجديدة للمؤسسة فهي: "قيادة النضال للتغلب على تحديات العيش مع الصرع وتسريع العلاجات لإيقاف النوبات، وإيجاد علاجات، وإنقاذ الأرواح".
تشمل البرامج: التوعية والتعليم، الإرشاد، الإحالة، والمساعدة في التوظيف. إضافة إلى ذلك، تقدّم مؤسسة الصرع الأمريكية برامج استشارية وبرامج مخصصة للشباب، ومنحًا تدريبية، ومبادرات مختلفة.

## هجوم سنة 2008 على المنتدى
في 28 آذار 2008، أفادت صحيفة "وايرد نيوز" أن "مشاغبين عبر الإنترنت" – وهو مصطلح عامي يُطلق على من يهتمون بمضايقة الآخرين فقط – قد هاجموا منتدى دعم تابعًا لمؤسسة الصرع الأمريكية.
تم نشر أكواد جافاسكريبت ورسوم متحركة وامضة لإثارة نوبات صداع نصفي ونوبات صرع لدى الأشخاص الذين يعانون من الصرع الحساس للضوء أو الأنماط.
ووفقًا لما ذكرته "وايرد نيوز"، تشير الأدلة الظرفية إلى أن الهجوم قد نُفذ من قبل مستخدمين من جماعة "أنونيموس"، مع الإشارة في منشورات الهجوم الأولية على منتدى الصرع إلى موقع "عالم إيباوم". وادعى أعضاء المنتدى أنهم عثروا على موضوع في موقع 7chan.org – وهو منتدى صور يُوصف بأنه معقل لجماعة أنونيموس – تم فيه التخطيط للهجوم. وقد تم حذف هذا الموضوع لاحقًا، كما هو الحال مع جميع المواضيع القديمة في هذه المنتديات.
ذكرت "ريل تك نيوز" أن المنتدى التابع لـ الجمعية الوطنية للصرع في المملكة المتحدة، والتي تُعرف الآن باسم جمعية الصرع، قد تعرّض أيضًا لهجوم مشابه. وزُعم أن "أعضاء ظاهرين من أنونيموس" نفوا مسؤوليتهم عن الهجومين، وأشاروا إلى أن كنيسة الساينتولوجيا هي من نفذتهما. وذكرت "نيوز.كوم.أو.إيه يو" أن مديري موقع 7chan.org نشروا رسالة مفتوحة يزعمون فيها أن كنيسة الساينتولوجيا قامت بهذه الهجمات "لتشويه صورة أنونيموس أمام الرأي العام، والحد من فعالية الاحتجاجات القانونية ضد منظمتهم السامة" بموجب سياسة "اللعب النزيه" الخاصة بالكنيسة. وقد تورطت الكنيسة سابقًا في عمليات "علم كاذب" بهدف إيقاع المجموعات أو الأشخاص المختلفين معها، مثل "عملية فريك آوت" و"غابي كازاريس".
ذكرت "ذا تك هيرالد" أن المنشورات عند بدء الهجوم كانت تشير إلى مجموعات متعددة، من بينها "أنونيموس". ونسب التقرير الهجوم إلى مجموعة تُدعى "آلة الكراهية على الإنترنت" (وهي إشارة إلى تقرير قناة فوكس 11)، والتي تدّعي أنها جزء من أنونيموس، ولكنها ليست نفس الفصيل الذي يشارك في حملة ضد الساينتولوجيا. وأشار بعض المشاركين في مشروع "تشانولوجي" من جماعة أنونيموس إلى أن المنفذين هم مجرد مستخدمين على الإنترنت ظلوا مجهولين حرفيًا، وبالتالي لا علاقة لهم بالجهود الأوسع المناهضة للساينتولوجيا المنسوبة لأنونيموس.
خلال مقابلة مع شبكة "سي إن إن"، اتهم السيانتولوجي تومي ديفيس جماعة أنونيموس باختراق موقع مؤسسة الصرع لعرض صور تهدف إلى تحفيز نوبات صرع. إلا أن المذيع جون روبرتس أشار إلى أن مكتب التحقيقات الفيدرالي قال إنه "لم يجد أي شيء يربط هذه المجموعة أنونيموس بهذه الأفعال"، كما أنه "لا يوجد ما يدعو للاعتقاد بأن هذه التهم ستُوجَّه إلى هذه المجموعة". وقد ورد أن الأمر بيد سلطات إنفاذ القانون المحلية، وأن التحقيقات لا تزال جارية.

## الجدل
وفقًا لتقرير نشرته صحيفة "وول ستريت جورنال" في سنة 2006، كانت المؤسسة، إلى جانب فروعها المحلية، تضغط لإصدار قوانين في 25 ولاية تمنع الصيادلة من استبدال أدوية الصرع الجنيسة بدلًا من الأدوية الأصلية، إلا بعد الحصول على موافقة مكتوبة من الطبيب أو المريض. وكانت صناعة الأدوية أيضًا تضغط باتجاه هذا التغيير، وتتعاون مع المؤسسة.
وقد أنفقت صناعة الأدوية 8.8 مليون دولار على مساهمات الحملات الانتخابية في الولايات سنة 2006. وفي تقريرها السنوي، أفادت مؤسسة الصرع بأنها تلقت ما بين 500,000 إلى 999,999 دولارًا من شركة غلاكسو سميث كلاين، وما بين 100,000 إلى 499,999 دولارًا من كل من شركتي مختبرات أبوت وجونسون آند جونسون. وفي وقت نشر التقرير، كان ممثلون عن أربع شركات دوائية أعضاء في مجلس إدارة المؤسسة، إلى جانب بيلي تاوزين، رئيس رابطة مصنعي الأدوية الأمريكية، التي منحت ما بين 25,000 و49,999 دولارًا. وقد أنكرت المؤسسة أن يكون تمويل شركات الأدوية له علاقة بدعمها لهذه القوانين.
وتُعد مسألة استبدال الأدوية الجنيسة مهمة، إذ إن أربع أدوية أصلية كبرى، بإيرادات بلغت 5 مليارات دولار، انتهت صلاحية براءة اختراعها في سنة 2010. (وكانت الأدوية الخمسة الأعلى مبيعًا في ذلك الوقت هي: توباماكس، لاميكتال، ليريكا، كيبرا، وديباكوت). ويمكن للصيادلة استبدال الأدوية، لأن كل دواء جنيس يجب أن يُظهر تكافؤه مع الدواء الأصلي للحصول على الموافقة.
تلقت مؤسسة الصرع تقارير سردية عن مرضى عانوا من نوبات أو آثار جانبية بعد تغيير أدويتهم، وحاولت إقناع إدارة الغذاء والدواء الأمريكية (FDA) في سنة 1999 بوجود مشكلة، لكن الإدارة رأت حينها أنه لا يوجد دليل. وفي سنة 2006، شكّلت المؤسسة لجنة من خبراء طبيين، وتوصّل خبراؤها أيضًا إلى عدم وجود دليل. ومع ذلك، أوصوا بضرورة حصول الأطباء على إذن قبل تغيير وصفات مرضاهم إلى أدوية جنيسة.
وقد صرّح غاري بوهلر، الذي كان مدير مكتب الأدوية الجنيسة في إدارة الغذاء والدواء آنذاك: "الطريقة الوحيدة لتحديد هذا بشكل حاسم هي إجراء دراسة جيدة".

## روابط خارجية
- "Epilepsy Foundation website". مؤرشف من الأصل في 2025-07-02. اطلع عليه بتاريخ 2021-04-06.
- "Epilepsy Foundation". Charity Reports. give.org, BBB Wise Giving Alliance. يوليو 2006. مؤرشف من الأصل في 2006-11-29. اطلع عليه بتاريخ 2006-11-18.